# Hudajda
El-Hudajda (vagy Hodeida, arabul: الحديدة) város Jemen nyugati részén, a Vörös-tenger partján, az azonos nevű kormányzóság székhelye. Szanaa-tól kb. 230 km-re DNy-ra fekszik. Lakossága 506 ezer fő volt 2013-ban.

## Gazdaság
Az ország legfontosabb ipari és kereskedelmi kikötője, Áden után a legnagyobb exportkikötő. A legfontosabb kiviteli cikkek: kávé, datolya, szenna, mirha, szezámmag. A városban kőolajfinomító, olajtöltő és oxigéngyártó működik, s vannak tejipari és gyümölcslé üzemek is. Egyéb termékei: cigaretta, üdítőitalok, alumíniumáruk.
A városnak nemzetközi repülőtere van.